# SOR BN 9,5
SOR BN 9,5 – niskowejściowy autobus podmiejski klasy midi marki SOR.
Autobus posiada niską podłogę tylko w dwóch pierwszych drzwiach, w trzecich 2 schodki. Autobus produkowany przez SOR-a od 2005 roku. Konstrukcją jest zbliżony do modeli o innych długościach ze swojej rodziny.

## SOR BN 9,5 w Polsce
Autobusy SOR BN 9,5  są obecnie eksploatowane przez następujące przedsiębiorstwa:

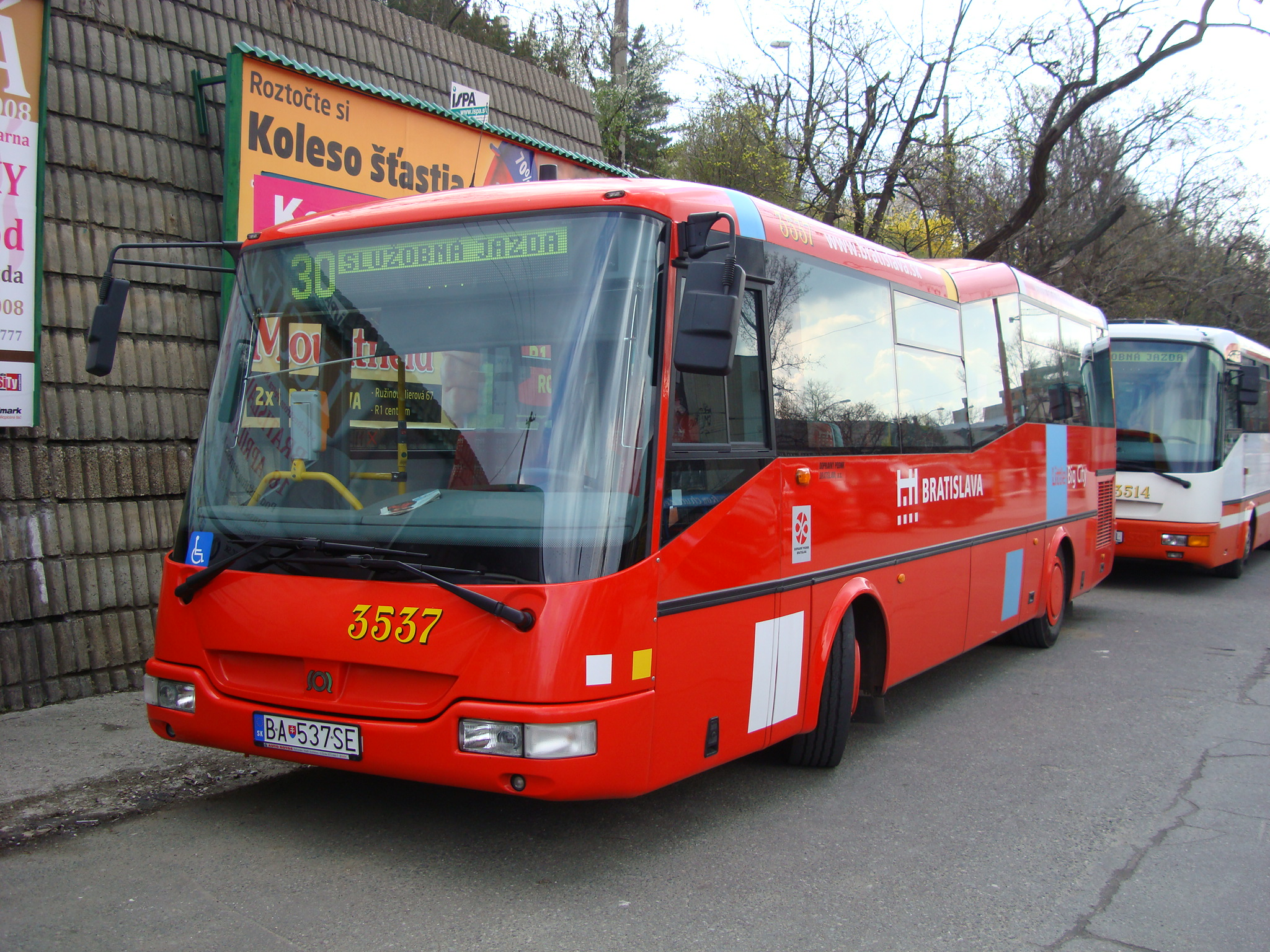
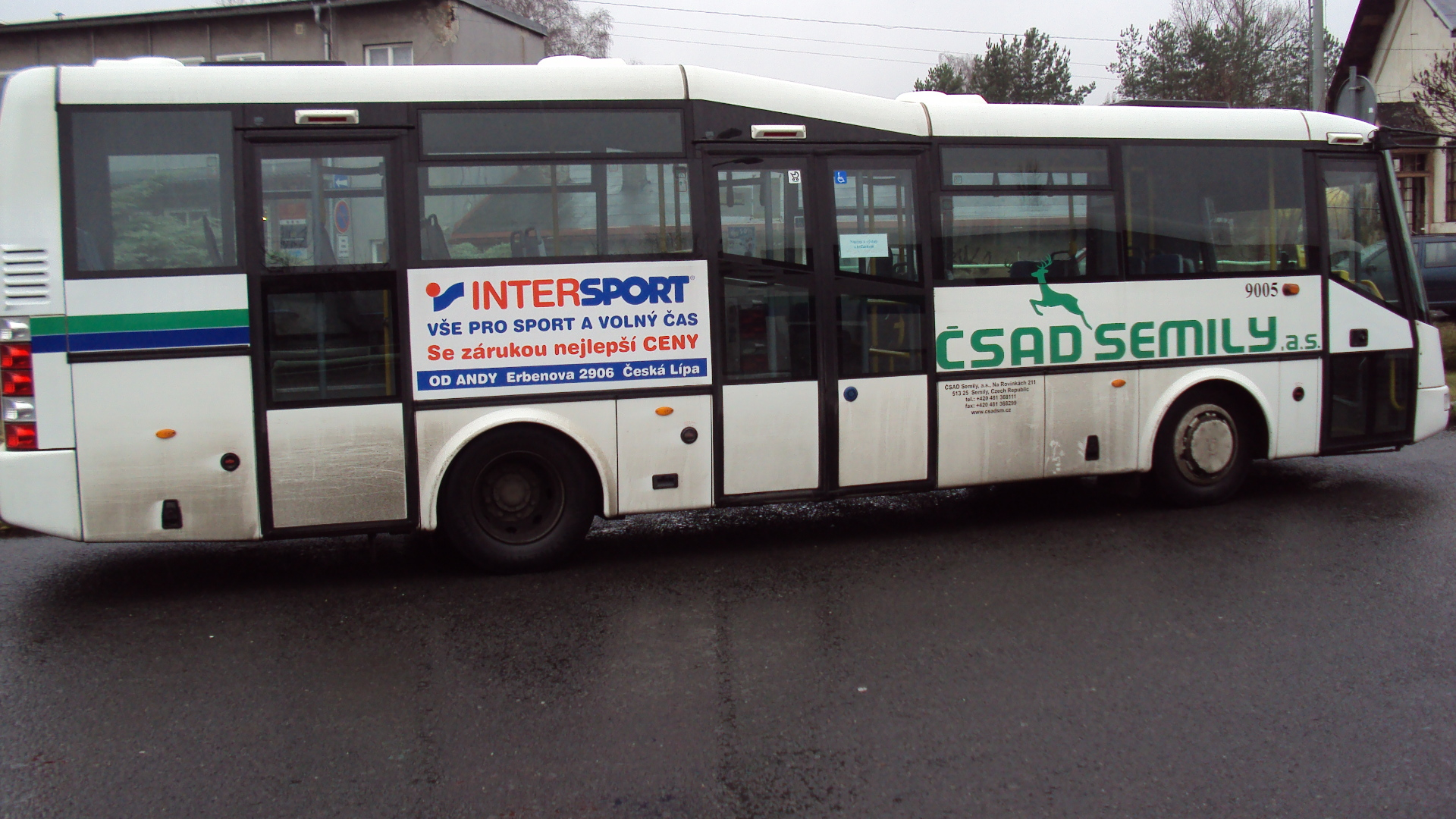
Od tyłu

| Miasto   | Użytkownik/Odbiorca | Rok produkcji | Liczba |
| -------- | ------------------- | ------------- | ------ |
| Dębica   | MKS Dębica          | 2011          | 10     |
| Jarosław | MZK Jarosław        | 2011          | 10     |
| Wrocław  | DLA Wrocław         | 2010          | 1      |
| Wrocław  | Trako               | 2013          | 2      |
| Suma     | Suma                | Suma          | 23     |

- Od tyłu